# Wangcang

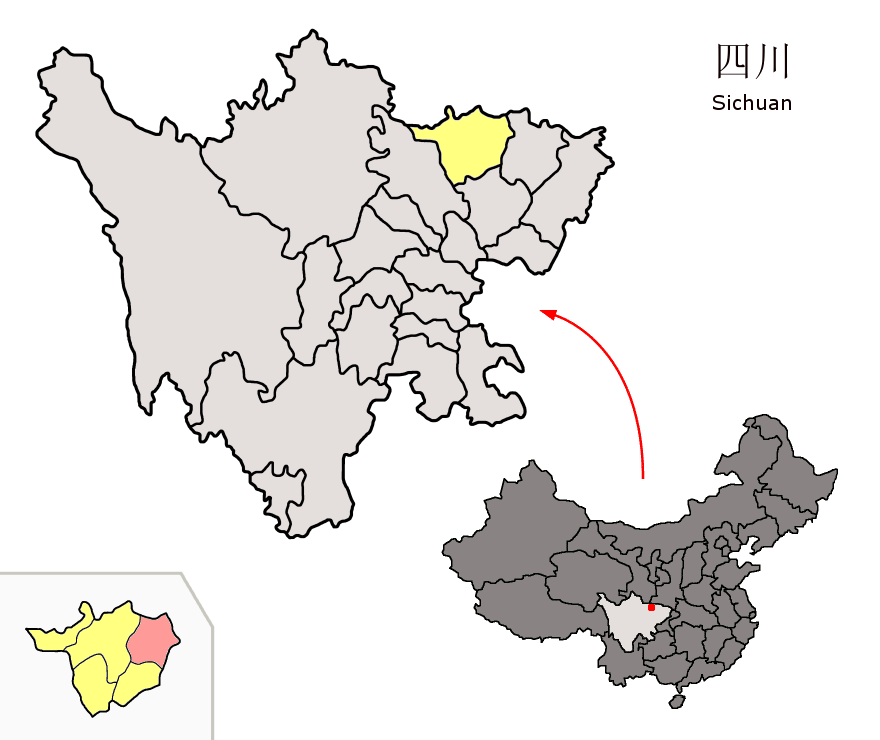
Lage des Kreises Wangcang (rosa) in der bezirksfreien Stadt Guangyuan (gelb).

Wangcang (chinesisch 旺苍县, Pinyin Wàngcāng Xiàn) ist ein Kreis der bezirksfreien Stadt Guangyuan in der chinesischen Provinz Sichuan. Er hat eine Fläche von 2.995 Quadratkilometern und zählt 330.108 Einwohner (Stand: Zensus 2020). 2004 betrug die Einwohnerzahl 450.000.
Hauptort und Regierungssitz ist die Großgemeinde Donghe 东河镇.

## Administrative Gliederung
Der Kreis setzt sich aus fünfzehn Großgemeinden und zwanzig Gemeinden zusammen. Diese sind:
- Großgemeinde Donghe 东河镇 71.763 Einwohner
- Großgemeinde Jiachuan 嘉川镇 36.333 Einwohner
- Großgemeinde Mumen 木门镇 20.800 Einwohner
- Großgemeinde Baishui 白水镇 23.534 Einwohner
- Großgemeinde Shangwu 尚武镇 12.340 Einwohner
- Großgemeinde Zhanghua 张华镇 15.650 Einwohner
- Großgemeinde Huangyang 黄洋镇 21.438 Einwohner
- Großgemeinde Puji 普济镇 29.934 Einwohner
- Großgemeinde Sanjiang 三江镇 20.631 Einwohner
- Großgemeinde Jinxi 金溪镇 8.797 Einwohner
- Großgemeinde Wuquan 五权镇 15.251 Einwohner
- Großgemeinde Gaoyang 高阳镇 9.326 Einwohner
- Großgemeinde Shuanghui 双汇镇 9.553 Einwohner
- Großgemeinde Yingcui 英萃镇 8.706 Einwohner
- Großgemeinde Guohua 国华镇 8.596 Einwohner
- Gemeinde Longfeng 龙风乡 13.657 Einwohner
- Gemeinde Dahe 大河乡 5.088 Einwohner
- Gemeinde Jiulong 九龙乡 15.425 Einwohner
- Gemeinde Wanjia 万家乡 4.981 Einwohner
- Gemeinde Yanzi 燕子乡 6.542 Einwohner
- Gemeinde Shuimo 水磨乡 6.476 Einwohner
- Gemeinde Gucheng 鼓城乡 4.638 Einwohner
- Gemeinde Mengzi 檬子乡 3.807 Einwohner
- Gemeinde Fuqing 福庆乡 8.703 Einwohner
- Gemeinde Zaolin 枣林乡 6.187 Einwohner
- Gemeinde Maying 麻英乡 4.565 Einwohner
- Gemeinde Liuxi 柳溪乡 6.142 Einwohner
- Gemeinde Nongjian 农建乡 7.207 Einwohner
- Gemeinde Hualong 化龙乡 9.170 Einwohner
- Gemeinde Daliang 大两乡 6.821 Einwohner
- Gemeinde Wanshan 万山乡 3.857 Einwohner
- Gemeinde Zhengyuan 正源乡 7.530 Einwohner
- Gemeinde Tianxing 天星乡 6.562 Einwohner
- Gemeinde Yanhe 盐河乡 4.335 Einwohner
- Gemeinde Dade 大德乡 5.015 Einwohner

- ferner: Wangcang xian meitiechang xunizhen 旺苍县煤铁厂虚拟镇 9759